# Erste Group

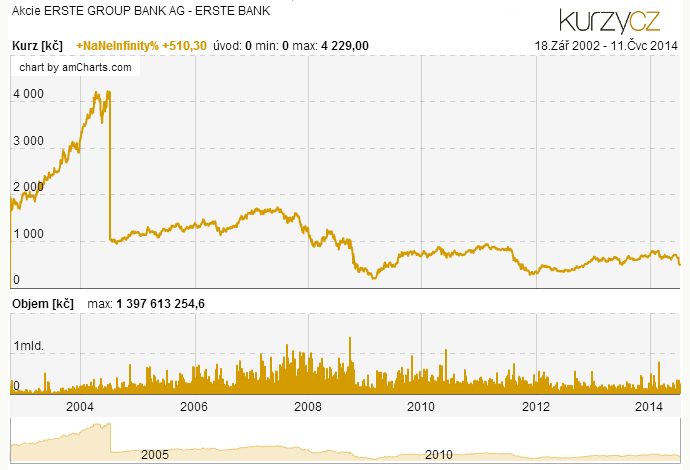
Akcie ERSTE GROUP BANK, graf ceny na Burze Praha

Erste Group Bank AG je rakouská bankovní skupina se sídlem ve Vídni, která má své dceřiné společnosti v 7 zemích ve střední a jihovýchodní Evropě – v Česku (Česká spořitelna), Chorvatsku (Erste & Steiermarkischen Bank), Maďarsku (Erste Bank Hungary), Rakousku (Erste Bank und Sparkasse), Rumunsku (Banca Comercială Română), Slovensku (Slovenská sporiteľňa) a Srbsku (Erste Bank Novi Sad). 
Prostřednictvím nepřímých obchodních kanálů poskytuje služby rovněž v Černé Hoře (Erste Bank AD Podgorica - Montenegro).
Klientská báze skupiny Erste vzrostla z 600 tisíc klientů v roce 1997 na 16,4 milionu v březnu 2024.

5. května 2025 skupina oznámila investici do 49 % akcií do polské banky Santander Bank Polska, což je v roce 2025 třetí největší banka na polském trhu a 50 % akcií ve společnosti Santander TFI.

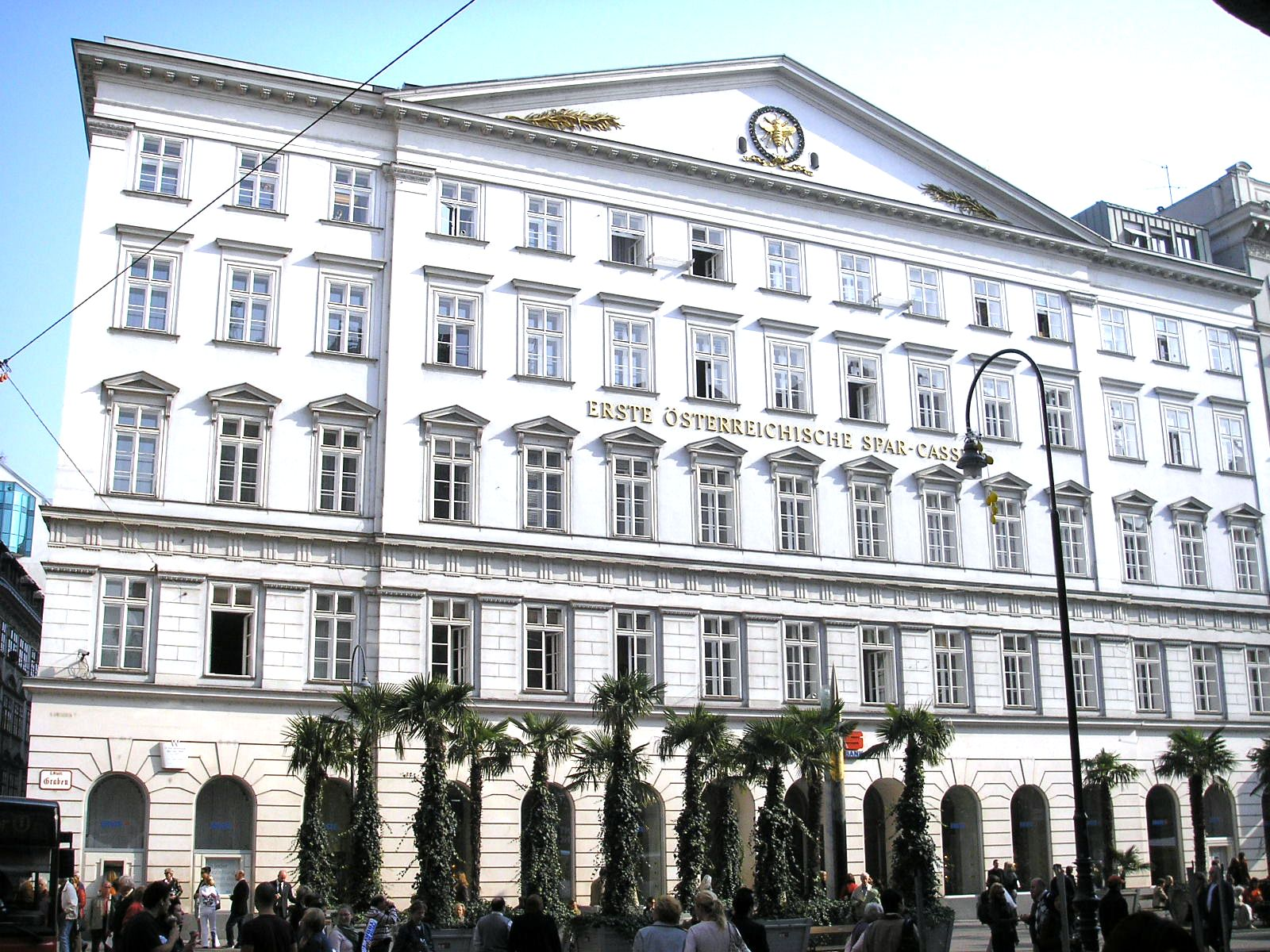
Budova Erste österreichische Spar-Casse ve Vídni

## Maďarsko
V Maďarsku koupila v roce 1997 skupina banku Mezőbank a v roce 1998 ji přejmenovala na Erste Bank Hungary. V roce 2003 byla získána další banka Postabank. 17. prosince 2021, získala Erste Group 100 % akcií maďarské banky Commerzbank Zrt.

## Česká republika
V roce 2000 skupina získala 50 % podíl v České spořitelně. V následujících dvou letech pokračovala navyšování podílu, takže v roce 2002 bylo odkoupeno 98 % akcií spořitelny. V říjnu 2018 bylo získáno 100 % vlastnictví České spořitelny.

## Slovensko
V roce 2000 bylo získáno 87,18 % akcií Slovenské sporitelny. Ve stejný rok 20 % akcií bylo prodáno Evropské bance pro obnovu a rozvoj (EBRD). V dubnu téhož roku získala 10 % slovenská vláda. 1. ledna 2005 EBRD koupila zbývajících 19,99 % sporitelny.

## Rakousko
V roce 1996 byla do bankovní skupiny začleněna Salzburger Sparkasse. V roce 2000 získala Erste Bank 25 % podíl ve  Steiermärkische Sparkasse a v roce 2001 51 % akcií Tiroler Sparkasse. Během let byly získávány další podíly v rakouských spořitelnách.

## Chorvatsko
V letech 1997 až 2000 byly převzaty chorvatské společnosti Bjelovarska banka, Trgovačka banka a Čakovečka banka, které se v září 2000 sloučily a vznikla společnost Erste & Steiermärkische Bank. V roce 2002 došlo k převzetí 85 % akcií chorvatské banky Riječka banka.

## Srbsko
V červenci 2005 bylo odkoupeno 83,28 % akcií srbské Novosadské banky a v květnu 2006 skupina vlastnila již 99,99 % akcií. V lednu 2006 došlo k přejmenování nový subjekt Erste Bank Novi Sad.

## Rumunsko
V prosinci 2005 skupina získala 61,88 % rumunské banky Banca Comercială Română SA (BCR). V červnu 2018 se zvýšil podíl akcií na 99,88 %.

## Akcionářská struktura
Podíl volně obchodovaných akcií činil k 17.12. 2024 73,77 %. Největším akcionářem je Sparkassenbeteilgungs GmbH & Co KG (12,54 %), Nadace Erste (5,94 %), dále pak Wiener Städtische Versicherungsverein (4,27 %), BlackRock (4,60 %) či Nadace zahrnují soukromou nadaci zaměstnanců Erste, syndikované nadace spořitelních bank, vlastní podíly spořitelen (3,48 %).